# Monopetalotaxis candescens
Monopetalotaxis candescens är en fjärilsart som beskrevs av Felder '. Monopetalotaxis candescens ingår i släktet Monopetalotaxis och familjen glasvingar. Inga underarter finns listade i Catalogue of Life.